# Pete Doherty
Peter Daniell Doherty, detto Pete (Hexham, 12 marzo 1979), è un cantautore e musicista inglese, uno dei frontman dei Libertines.

## Biografia

### Origini e Libertines
Figlio di Peter John Doherty, ufficiale dell'esercito britannico, e Jacqueline Michels, infermiera nel Queen Alexandra's Royal Army Nursing Corps, è nipote di un immigrato irlandese originario di Cheekpoint, nella contea di Waterford. La nonna materna è ebrea figlia di immigrati provenienti da Francia e Russia. Di educazione cattolica, Pete cresce spostandosi tra vari presidi militari nel Regno Unito e nel resto d'Europa, insieme alla sorella maggiore AmyJo e alla minore di nome Emily.
All'età di 11 anni, quando abita nel Dorset, si avvicina alla chitarra, inizialmente per guadagnare le attenzioni di una compagna di classe, Emily Baker. Riscuote numerosi successi in campo scolastico, alla Nicholas Chamberlaine Comprehensive School di Bedworth, nel North Warwickshire, raggiungendo il massimo dei voti in diverse materie (ottiene 11 certificati GCSE) e soprattutto in letteratura inglese e storia. A 16 anni vince un concorso di poesia e parte per un viaggio in Russia organizzato dal British Council. Trasferitosi in casa della nonna a Londra, lavora per qualche tempo come manovale al Willesden Cemetery. Nel frattempo viene ammesso alla Queen Mary University di Londra nel corso di laurea in inglese, che abbandona già dopo il primo anno di studi. Lasciata l'università, si stabilisce in un appartamento di Londra con il suo amico Carl Barât, che era compagno di classe di AmyJo, sorella di Pete, alla Brunel University.
Con Barât forma nel 1997 un gruppo musicale, The Libertines, che raggiunge il successo nazionale nel 2002 con la pubblicazione dell'album Up the Bracket. Il gruppo ottiene un buon riscontro da parte della critica e del pubblico, ma i problemi di Doherty con l'eroina lo portano all'allontanamento dalla band. Nel 2003 viene arrestato per avere rubato nell'appartamento dell'amico Barât, mentre questi si trovava in tour con i Libertines. Inizialmente i due si allontanano a causa dell'accaduto, ma poi si riconciliano mentre Doherty si trova ancora in prigione. La pena prevista per Doherty era di sei mesi ma viene ridotta a due, al termine dei quali il chitarrista e cantante rientra nei Libertines per un concerto nel Kent.
Il 12 luglio 2003 nasce il suo primo figlio, Astile Louis Doherty, avuto dalla cantante Lisa Moorish. Tenta di risolvere i propri problemi di tossicodipendenza facendosi ricoverare nel tempio di Tham Krabok, in Thailandia, famoso per il severo programma di riabilitazione dall'eroina e dall'oppio; nonostante ciò, durante il lavoro di post-produzione del secondo album dei Libertines nel giugno 2004, viene nuovamente allontanato dalla band e il resto del gruppo sostiene di averlo escluso a causa dei suoi gravi problemi di droga ma di essere pronto a riaccoglierlo non appena li avrà superati. I Libertines si sciolgono alla fine del 2004.
Prima dello scioglimento dei Libertines, collabora, all'inizio del 2004, con il poeta Wolfman, pseudonimo di Peter Wolfe, con il quale registra il singolo For Lovers, che entra nella classifica inglese nell'aprile dello stesso anno e vince il premio Ivor Novello per la composizione.

### Babyshambles e altri progetti
Forma quindi, nel 2004, i Babyshambles, che nel novembre 2005 pubblicheranno il primo album, Down in Albion. Il loro terzo singolo, Fuck Forever, raggiungerà la quarta posizione nella classifica britannica.
Il tour della band è spesso stravolto dai continui problemi legali di Pete, che viene arrestato per avere aggredito Max Carlish, un regista che stava producendo un documentario sui Babyshambles. Si ritiene che l'attacco sia dovuto al fatto che Carlish abbia venduto alla stampa dei fotogrammi del film che ritraevano Doherty intento a fumare crack. Pete trascorre quattro giorni nella prigione di Pentonville non potendo pagare la cauzione di 150 000 sterline richiesta per la sua liberazione. Viene rilasciato dopo il pagamento, da parte della sua casa discografica EMI e del suo manager, della cauzione stabilita dal giudice. Doherty deve sottostare a un coprifuoco che gli impedisce di circolare dalle ore 22 alle ore 7; il giudice concede una deroga per il 22 febbraio, consentendogli di partecipare al concerto del suo gruppo alla Brixton Academy di Londra. Sul palco scoppia però una rissa tra Pete e il suo chitarrista Patrick Walden. Nell'aprile 2005 la corte decide di chiudere il caso senza procedere a causa dell'insufficienza di prove; durante questo periodo Doherty allaccia una relazione sentimentale con la top model Kate Moss, conosciuta nel gennaio 2005 alla festa per i 31 anni della modella, con la quale il tumultuoso rapporto durerà oltre due anni. Le vicende amorose gli fanno trascurare la carriera musicale, tanto che, quando i Babyshambles sono attesi sul palco per un'esibizione di supporto agli Oasis a Southampton, Pete non si presenta perché si trovava con Kate Moss a una festa in Francia. Come conseguenza, gli Oasis cancellano il supporto dei Babyshambles per le restanti date del tour inglese.
Per il 2006 i Babyshambles programmano un tour europeo e Doherty si rimette al lavoro, progettando un album acustico da solista e continuando parallelamente la gestazione del secondo album del complesso. Intanto continuano i tentativi di disintossicazione dalle droghe. Il cantante si riconcilia temporaneamente con Kate Moss, con la quale programma, nell'estate 2007, di sposarsi, progetto che, lasciandosi i due nel luglio 2007, non si concretizza, anche per i noti problemi del cantante con le sostanze stupefacenti. Nell'ottobre 2007 Doherty tenta il suicidio durante la permanenza presso una clinica specializzata in disintossicazione. Nel 2009 pubblica il primo album da solista, Grace/Wastelands, con il singolo di lancio Last of the English Roses.
Doherty ha pubblicamente dichiarato di voler scrivere un libro sulla sua storia d'amore con Kate e le ha anche dedicato una canzone su YouTube, dal nome Bohemian Love. Il 9 giugno 2009 Pete Doherty viene sorpreso mentre si inietta eroina su un aereo che lo portava da Londra alla Svizzera, dove ha poi tenuto un concerto con i Babyshambles nella città di Neuchâtel. Per l'accaduto Doherty è stato multato dalle autorità svizzere. Nel 2009 è stato nuovamente arrestato per possesso di sostanze stupefacenti. Il 26 novembre 2011 nasce la sua seconda figlia, Aisling, avuta dalla modella Lindi Hingston. Nel 2016 forma la band Peter Doherty and the Puta Madres. Il 28 gennaio 2019 il gruppo pubblica il singolo di debutto Who's Been You Over, che anticipa l'album Peter Doherty and The Puta Madres, uscito nell'aprile dello stesso anno.

## Discografia

### Da solista
- 2009 - Grace/Wastelands
- 2016 - Hamburg Demonstrations
- 2022 - The Fantasy Life of Poetry & Crime (con Frédéric Lo)
- 2025 - Felt Better Alive

### Con i Puta Madres
- 2019 -  Peter Doherty & The Puta Madres

## Influenze
Nel corso di diverse interviste Doherty ha indicato come i suoi libri preferiti 1984 di George Orwell, La roccia di Brighton di Graham Greene, Nostra Signora dei Fiori di Jean Genet, I fiori del male di Charles Baudelaire e le opere di Oscar Wilde, del Marchese de Sade e di Thomas de Quincey. Ha anche citato Emily Dickinson e Tony Hancock come importanti influenze.
Appassionato del cinema inglese degli anni '60, musicalmente è stato influenzato da gruppi quali The Clash, The Smiths e The La's.